# 硬叶糙果茶
硬叶糙果茶（学名：Camellia gaudichaudii）为山茶科山茶属的植物。分布在越南以及中国大陆的 广西自治区、海南省等地，一般生于山坡灌丛，目前尚未由人工引种栽培。